# Fortana Nera
Fortana nera ist eine autochthone Rotweinsorte aus Italien. Schriftlich erwähnt wurde ihr Anbau erstmals im 17. Jahrhundert in der Provinz Ferrara in der Region Emilia-Romagna. Ihr Anbau wird in den Provinzen Cremona, Mantua und Sondrio der Region Lombardei sowie der Metropolitanstadt Bologna und den Provinzen Ferrara, Parma und Ravenna der Region Emilia-Romagna empfohlen. Zugelassen ist sie ferner in den Provinzen Modena, Piacenza und Reggio Emilia. Aktuell sind in Italien ca. 2.180 Hektar mit der Sorte Fortana bestockt. Die sehr spät reifende Sorte ist mäßig wuchsstark und liefert gute Erträge. Sie ist kaum anfällig gegen Rebkrankheiten und kann sich somit im feuchten Klima der Po-Ebene halten. Der Most ergibt sehr rustikale, säuerliche Rotweine mit kräftigen Tanninen. Die Weine finden Eingang in den DOC Wein Bosco Eliceo.
Irrtümlich wurde die Sorte Fortana mit der Rebsorte Raboso Veronese verwechselt, mit der sie jedoch nicht identisch ist. Angeblich stammt sie von der Côte d´Or im Burgund, worauf die Synonyme Costa d’Oro, Uva d’Oro und Uva Francese Nera hinweisen. Sie soll ursprünglich von Renate von Frankreich (* 1510, † 1575), Tochter des französischen Königs Ludwig XII. und Gemahlin des Herzogs Ercole II. d’Este, in das Herzogtum der Familie Este importiert und in der Nähe des Schlosses von Mesola neben dem dort existierenden ausgedehnten Steineichen-Wald (Bosco Eliceo) angebaut worden sein.
Es gibt auch eine Weißweinsorte namens Fortana Bianca.

## Synonyme
47 Synonyme: Albanella Gentile, Barbarossa, Brugentino, Brugnera, Brugnola, Brungenti, Brungentile, Canena, Cannina, Codigoro, Costa d’Oro, Dallora, Dallora Nera, Dalloro, Daoro, Dora, Doro, Forcella, Forcellina, Fortana, Fortana Cab 1, Fortana Cab 13, Fruttana, Fruttano, Oliva, Orzese, Prugnola, Prungentile, Raisin d’Or, Rapa, Uva Canina, Uva Cornetta, Uva d’Aceto, Uva d’Oro (offizieller Name in Italien), Uva d’Oro dal Pennello Rosso, Uva d’Oro di Bertinoro, Uva d’Oro di Bologna, Uva d’Oro di Cesena, Uva d’Oro di Comacchio, Uva d’Oro di Forli, Uva d’Oro di Ravenna, Uva d’Oro di Rimini, Uva d’Oro di Romagna, Uva d’Oro Sgaravella, Uva d’Oror di Lugo, Uva Francese Nera, Uva Vecchia.